# 新倉掘抜
新倉掘抜（あらくらほりぬき）は、山梨県南都留郡富士河口湖町船津と富士吉田市新倉字出口を結ぶ隧道式の用水路（用水堰）。河口湖の湖水を船津から取水し、天上山（てんじょうやま、嘯山:うそぶきやま）直下を貫通して新倉へ送水する。江戸時代に約170年かけて完成し、全長3.8キロメートルを測る日本最長の手掘りトンネルと言われる。富士河口湖町・富士吉田市それぞれの指定史跡。

## 郡内地方における治水と新倉掘抜
江戸時代の甲斐国では、甲府盆地の国中地方をはじめ都留郡（郡内地方）でも主に領主による用水堰の開削など大規模な土木事業が行われ、新田開発により農業生産力を向上させていた。郡内では元和8年（1622年）に谷村藩主となった秋元氏時代に行われたとする伝承のある谷村大堰（十日市場大堰、都留市）や禾生用水（都留市）などの大堰開削が行われている。
こうした領主による用水堰開削に対し、新倉掘抜は村落が主導して開削されたものであり、3次にわたる大規模普請により通水した。
現在の富士吉田市や富士河口湖町は山梨県南東部に位置し、新倉村は富士吉田市域の北西に位置する。新倉村は嘯山（うそぶきやま、現在の天上山）や尾重山に囲まれ、富士吉田市域の東側を流れる桂川（相模川）や、主に富士吉田市域中央部を南西から北東にかけて流れる桂川支流からは最も離れている。
また、新倉村の南東には「剣丸尾」と呼ばれる透水性の溶岩台地が広がっているため、地下水の利用や用水路の開削が困難な地域である。そのため、わずかな沢水や湧水に頼る慢性的な水不足が発生し、耕地化も困難な地域であった。さらに、近世期における郡内地方の主要産業でもある郡内織の生産においては、染色などの工程で多量の水を必要としており、新倉地域を潤す用水堰の開発が望まれていた。
一方、山地を挟んで西側に位置する河口湖は流出口が存在しない天然の内陸湖のため、湖岸の7か村（船津のほか木立、勝山、長浜、大石、川口、浅川の7村）では大雨でしばしば冠水による洪水被害が発生しており、中世には『勝山記』に被害の様子が記されている。こうした対極的な問題を解決する手段として、江戸時代には両地域の間に位置する山地に隧道を掘り、河口湖の湖水を引水して溶岩台地を開拓する構想が持ち上がっていた。

## 新倉掘抜の開削
着工期に関する古文書は見られないが、後代の記録によれば事業は江戸初期の谷村藩主秋元喬知時代に開始され、延宝3年（1675年）に着工され16年の歳月をかけて元禄3年（1690年）に完成したという。谷村大堰や禾生用水など秋元氏が実施したといわれる事業はいずれも異説が存在しているが、新倉掘抜に関しては後代の史料から秋元氏開削説が支持されている。後代の古穴調査に拠れば、秋元氏時代に掘抜は開通していたが、工事には不備があり安定した水量が確保できず、岩盤掘削も行えなかったため屈曲が多く、漏水や崩落事故が発生したためトンネルの機能を果たせず、宝永元年（1704年）に秋元氏が武蔵国川越に転封になると廃坑になったという。
郡内領が代官支配となった享保年間には諸村の連名で谷村代官所（都留市）へ掘抜掘削の請願書が提出されるなど再工事を求める動きが起こるが、反対意見や養蚕・織物不況などにより立ち消えとなった。
弘化4年（1847年）には嘯山の崩落で秋元氏時代の古穴が発見され、新倉村では古穴を利用した自普請による単独の開削を実施した。工事は近隣諸村や谷村陣屋へ資金要請して着手され、古穴を発掘し石工や大工らを動員して岩盤を掘削し新掘を築き、崩落や漏水個所を補修して土止めの柱立が施された。嘉永5年（1852年）には通水に成功し、畑地の水田転換や溶岩台地の開拓が可能となっている。
安政元年（1854年）には湖水の大減水や崩落事故により通水が停止する事態が発生し、再び普請再開が求められたが弘化年間の工事で諸村では経済的疲弊や負債整理の対立を招いており、反対意見が紛糾した。文久2年（1862年）には郡内各所や駿河国の富裕層に呼びかけた大型無尽を企画して資金を調達し工事が再開され、区間ごとの請負制の導入や岩盤掘削のため専門石工を動員して元治2年（1865年）には完成する。
以後は安定した通水が実現し、大正2年（1913年）に県庁により掘削された新暗渠が開通するまで機能した。

## 現在
関係資料は富士吉田市歴史民俗博物館に所蔵され、一部は常設展示されている。
また、取水口側の富士河口湖町船津には「新倉掘抜史跡館」があり、関係資料のほか実際のトンネルが公開され、約60メートルの深さまで見学出来る。富士吉田市新倉の出口には、辨天神社が鎮座している。
作家の井伏鱒二は新倉掘抜の開削や松尾芭蕉の谷村滞在、富士山噴火など郡内地方の歴史を取材し、1976年（昭和51年）1月から7月まで雑誌『海』に「新倉掘抜」を連載している。1986年に『岳麓点描』と解題され、単行本化される。